# Campeonato salvadoreño 1965-66
El Campeonato salvadoreño de fútbol 1965-66 fue la decimosexta edición de la Primera División de El Salvador de fútbol profesional salvadoreño en la historia.

## Desarrollo
El campeón de esta edición fue el Alianza, obteniendo su primer título. El subcampeón fue la Universidad de El Salvador por primera y única vez.

## Equipos participantes
| Club                       | Ciudad       | Departamento |
| -------------------------- | ------------ | ------------ |
| ADLER                      | Desconocido  | Desconocido  |
| Águila                     | San Miguel   | San Miguel   |
| Alianza                    | San Salvador | San Salvador |
| Atlante San Alejo          | San Alejo    | La Unión     |
| Atlético Marte             | San Salvador | San Salvador |
| FAS                        | Santa Ana    | Santa Ana    |
| Juventud Olímpica          | Acajutla     | Sonsonate    |
| 11 Municipal               | Ahuachapán   | Ahuachapán   |
| Quequeisque                | Santa Tecla  | La Libertad  |
| Universidad de El Salvador | San Salvador | San Salvador |

## Tabla de posiciones
| Pos.            | Equipos                    | PJ  | PG  | PE  | PP  | GF  | GC  | Dif. | Pts. |
| --------------- | -------------------------- | --- | --- | --- | --- | --- | --- | ---- | ---- |
| 1.              | Alianza                    | 36  | 20  | 10  | 6   | 83  | 38  | 45   | 50   |
| 2.              | Universidad de El Salvador | 36  | 17  | 13  | 6   | 69  | 44  | 25   | 47   |
| 3.              | Atlético Marte             | 36  | 12  | 15  | 9   | 62  | 53  | 9    | 39   |
| 4.              | FAS                        | 36  | 13  | 12  | 11  | 57  | 44  | 13   | 38   |
| 5.              | 11 Municipal               | 36  | 11  | 14  | 11  | 52  | 66  | -14  | 36   |
| 6.              | Águila                     | 36  | 10  | 11  | 15  | 62  | 73  | -11  | 31   |
| 7.              | Juventud Olímpica          | 36  | 8   | 15  | 13  | 50  | 64  | -14  | 31   |
| 8.              | Atlante San Alejo          | 36  | 11  | 9   | 16  | 47  | 64  | -17  | 31   |
| 9.              | ADLER                      | 36  | 9   | 12  | 15  | 48  | 68  | -20  | 30   |
| 10.             | Quequeisque                | 36  | 8   | 11  | 17  | 42  | 58  | -16  | 27   |
| Equipos 1965-66 | Equipos 1965-66            | 360 | 119 | 122 | 119 | 572 | 572 | 0    | 360  |

|  |             |
|  | Campeón.    |
|  | Descendido. |

| Campeón           |
| Alianza 1° Título |